# Гарц (коммуна, Мекленбург-Передняя Померания)
Гарц (нем. Garz) — община в Германии, в земле Мекленбург-Передняя Померания.
Входит в состав района Восточная Передняя Померания. Подчиняется управлению Узедом-Зюд. Население составляет 212 человек (на 31 декабря 2010 года). Занимает площадь 10,04 км².